# Com a Bola Branca
Com a Bola Branca é o sétimo álbum de estúdio da cantora e compositora brasileira Elza Soares, lançado em 1966 pela Odeon, com produção musical de Lyrio Panicali.

## Antecedentes
Em 1965, Elza Soares lançou o álbum Um Show de Elza, que se destacou pela música "Sambou, Sambou". Ainda pela Odeon, ela continuaria a sua carreira com novo álbum no ano seguinte.

## Gravação
Com a Bola Branca foi produzido pelo maestro Lyrio Panicali e com direção artística de Milton Miranda, além de orquestrações do trombonista Nelsinho. O repertório traz composições de Billy Blanco, Chico Feitosa, João Mello, Nilton Pereira e outros.

## Lançamento e legado
Com a Bola Branca foi lançado em 1966 pela Odeon em vinil. O projeto se destacou pelas músicas "Estatutos de Gafieira" e "Deixa a Nega Gingar". "Estatudos de Gafieira" foi regravada no álbum Beba-Me (2007).
Em 2003, o álbum foi relançado pela primeira vez em CD pela caixa de coleção Negra, com reedição de Marcelo Fróes.
A edição digital do álbum foi lançada nas plataformas digitais em 2018.
Em 2010, a coletânea Deixa a Nega Gingar trouxe "Estatutos de Gafieira", "Nem Vem, Nem Vai" e "Deixa a Nega Gingar (Sandália Dela)", as três deste álbum.

## Faixas
A seguir lista-se as faixas de Com a Bola Branca:
Lado A
1. "Quizumba" (Serrinha)
2. "Estatutos de Gafieira" (Billy Blanco)
3. "Nem Vem Nem Vai" (Synval Silva)
4. "No Carnaval" (Mendes)
5. "Jogado Fora" (João Mello)
6. "A Vida Como Ela É" (Julio Dias de Castro)

Lado B
1. "A Infelicidade" (Mauro Duarte/Niltinho)
2. "Deixa A Nega Gingar" (Luis Cláudio de Castro)
3. "Brincadeira Tem Hora" (Mário Castro Neves/Chico Feitosa)
4. "Volta Pro Morro" (Manoel Ferreira/Célio Cyrino)
5. "Meu Tudo e Porque" (Carlito/Romeo Nunes)
6. "Tudo É Balanço" (Niquinho/Nilton Pereira)